# 姜太公釣魚台
姜太公釣魚台位於中國陝西省寶雞天王鎮的蟠溪峽，相傳是商末周初的重要歷史人物姜子牙（姜太公）垂釣的地方。著名的歇後語：「姜太公釣魚——願者上釣」就是發生在周文王發現姜太公釣魚時，後人遂在蟠溪峽修建太公廟來紀念他。
從唐朝修建太公廟開始，到明清期間，該處共修建了大小廟宇共十八座、九十餘間。當中尤以太公廟、文王廟（紀念周文王而建的廟宇）香火最鼎盛。現時姜太公釣魚台一帶被劃為風景區，包括釣魚台景區、靜室景區、雞架山景區。較著名的景點除了太公廟和文王廟之外，還有一座刻有「璞遺璜孕」的「璜石」獨自屹立在灘上，據說有過千年的歷史。